# NGC 5571
NGC 5571 је четворострука звезда у сазвежђу Волар која се налази на NGC листи објеката дубоког неба.
Деклинација објекта је + 35° 9' 4" а ректасцензија 14h 19m 31,8s. Привидна величина (магнитуда) објекта NGC 5571 износи 13,4.